# Cinco Villas (Zaragoza)
Cinco Villas is een comarca van de Spaanse provincie Zaragoza. De hoofdstad is Ejea de los Caballeros, de oppervlakte 3062,50 km² en het heeft 32.669 inwoners (2002).

## Gemeenten
Ardisa, Asín, Bagüés, Biel, Biota, Castejón de Valdejasa, Castiliscar, Ejea de los Caballeros, Erla, El Frago, Isuerre, Layana, Lobera de Onsella, Longás, Luesia, Luna, Marracos, Navardún, Orés, Las Pedrosas, Piedratajada, Los Pintanos, Puendeluna, Sádaba, Sierra de Luna, Sos del Rey Católico, Tauste, Uncastillo, Undués de Lerda, Urriés en Valpalmas.